# 亨利·亞當斯·湯普森
亨利·亞當斯·湯普森（英語：Henry Adams Thompson，1837年3月23日—1920年7月8日）是一位美國禁酒主義者和教授，曾於1880年獲得禁酒黨的副總統候選人。